# Le Cygne et le Cuisinier
Le Cygne et le Cuisinier est la douzième fable du livre III de Jean de La Fontaine, faisant partie du premier recueil des Fables de La Fontaine. Ce recueil a été publié pour la première fois en 1668.
Dans une ménagerie 

            De volatiles remplie

            Vivaient le Cygne et l'Oison :

Celui-là destiné pour les regards du Maître,

Celui-ci pour son goût  ; l'un qui se piquait d'être

Commensal  du jardin, l'autre de la maison.

Des fossés du château faisant leurs galeries,

Tantôt on les eût vus côte à côte nager,

Tantôt courir sur l'onde, et tantôt se plonger,

Sans pouvoir satisfaire à leurs vaines envies.

Un jour le Cuisinier, ayant trop bu d'un coup ,

Prit pour Oison le Cygne; et le tenant au cou,

Il allait l'égorger, puis le mettre en potage.

L'Oiseau, prêt à mourir, se plaint en son ramage.

            Le Cuisinier fut fort surpris,

            Et vit bien qu'il s'était mépris.

Quoi ? je mettrais, dit-il, un tel Chanteur en soupe !

Non, non, ne plaise aux Dieux que jamais ma main coupe

            La gorge à qui s'en sert si bien. 

Ainsi dans les dangers qui nous suivent en croupe

            Le doux parler ne nuit de rien.
— Jean de La Fontaine, Fables de La Fontaine

## Illustrations de la fable

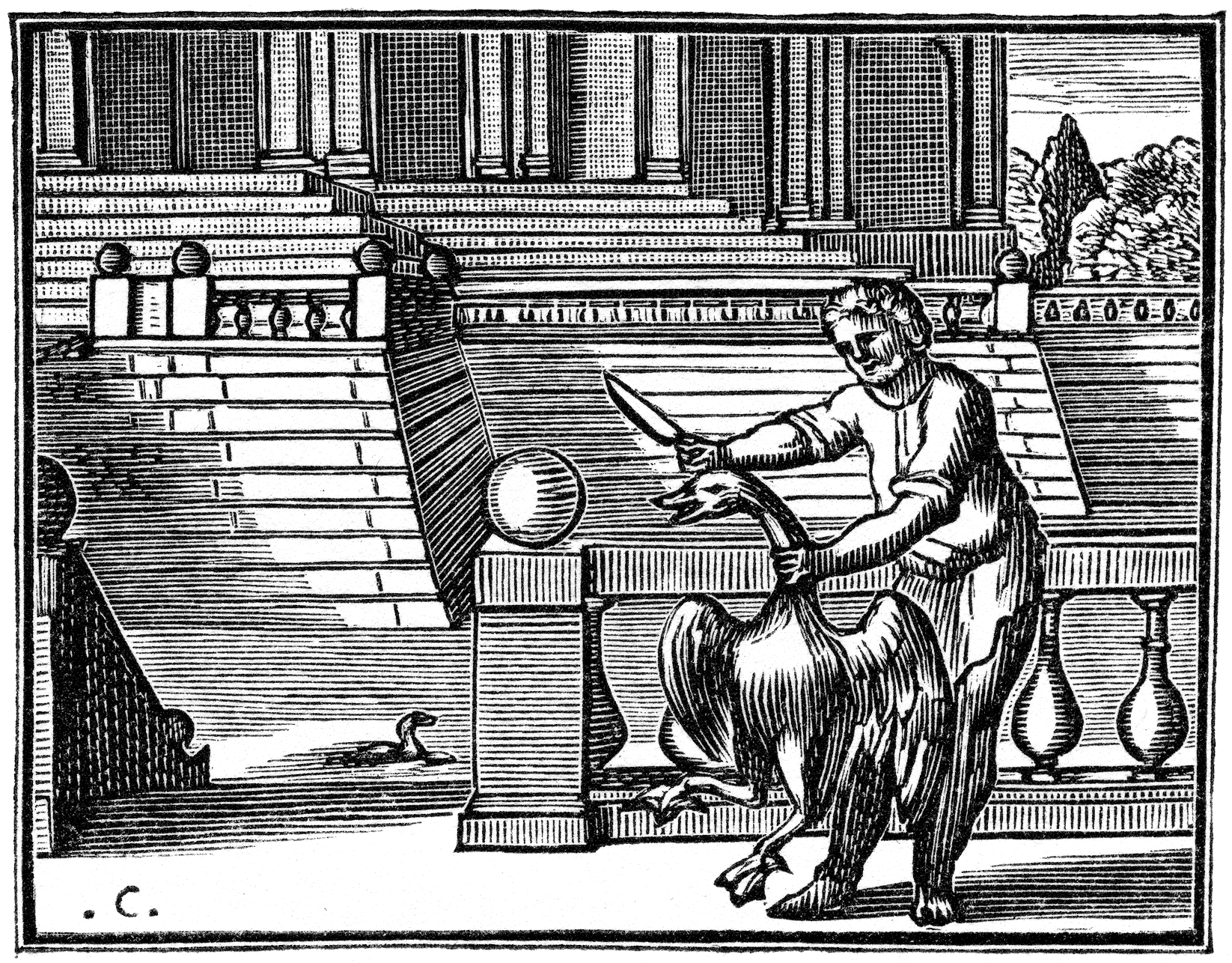
Illustration de l'édition originale par François Chauveau, 1668
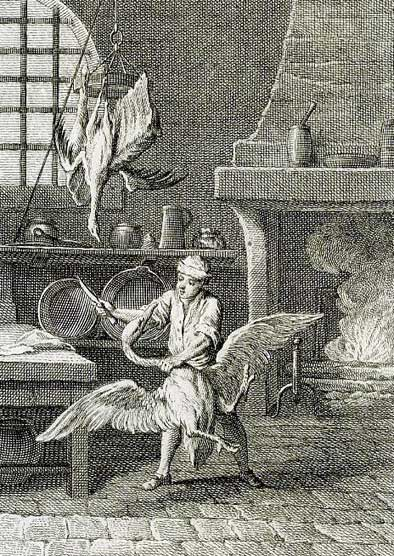
Illustration par Jean-Baptiste Oudry, 1729-1734 (gravure par Pierre Aveline, 1755)
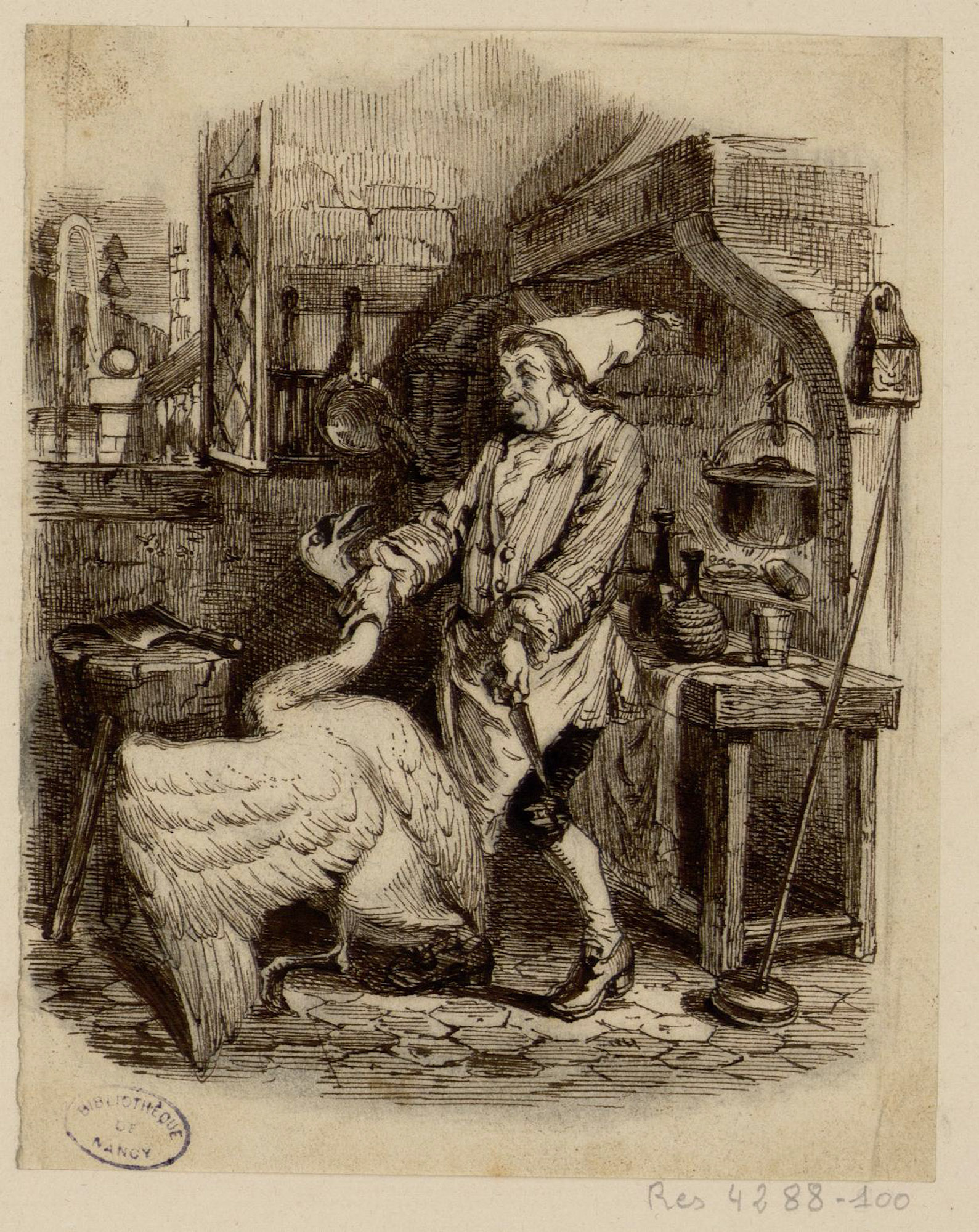
Illustration par Grandville, 1837-1838
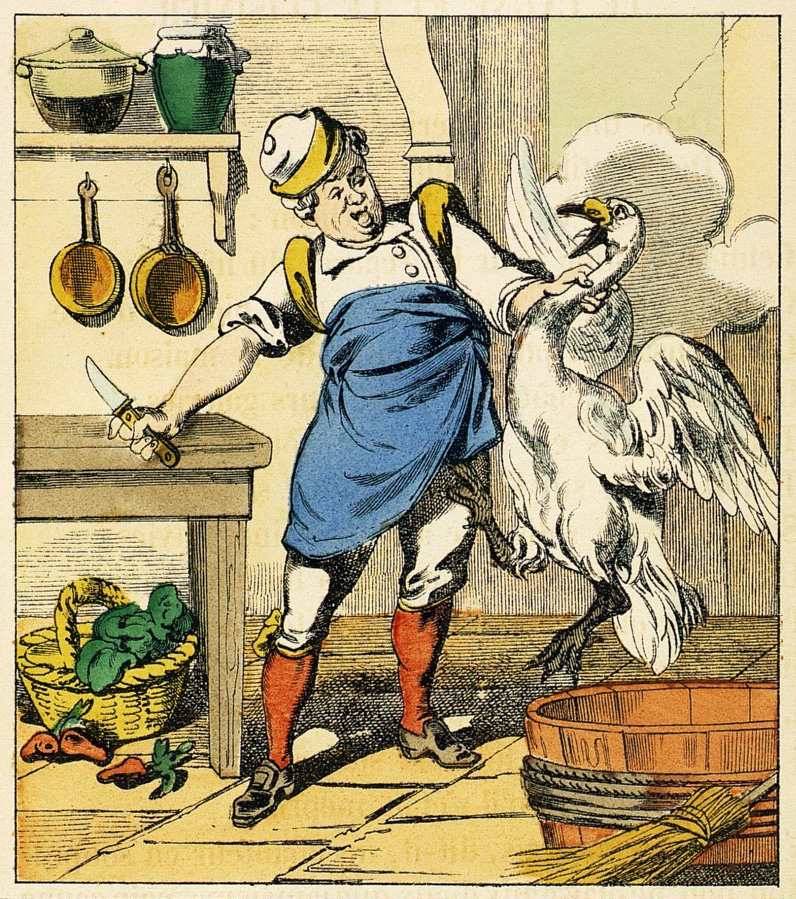
Image d'Épinal de la fabrique Pellerin, 1875